# Eugoa basipuncta
Eugoa basipuncta là một loài bướm đêm thuộc phân họ Arctiinae, họ Erebidae.